# Michail Lysov
Michail Pavlovič Lysov (in russo Михаил Павлович Лысов?; Vladimir, 29 gennaio 1998) è un ex calciatore russo, di ruolo difensore o centrocampista.

## Caratteristiche tecniche
È un terzino sinistro che può giocare anche da ala nella medesima fascia.

## Carriera
Cresciuto nelle giovanili del Lokomotiv Mosca, ha esordito il 18 luglio 2017 in un match vinto 1-0 contro l'Arsenal Tula.
Nel luglio 2021, a soli 23 anni, è costretto al ritiro a causa di problemi al cuore.

## Statistiche

### Presenze e reti nei club
Statistiche aggiornate al 15 febbraio 2017.
| Stagione        | Squadra         | Campionato      | Campionato | Campionato | Coppe nazionali | Coppe nazionali | Coppe nazionali | Coppe continentali | Coppe continentali | Coppe continentali | Altre coppe | Altre coppe | Altre coppe | Totale | Totale | Totale |
| Stagione        | Squadra         | Comp            | Pres       | Reti       | Comp            | Pres            | Reti            | Comp               | Pres               | Reti               | Comp        | Pres        | Reti        | Pres   | Reti   |        |
| --------------- | --------------- | --------------- | ---------- | ---------- | --------------- | --------------- | --------------- | ------------------ | ------------------ | ------------------ | ----------- | ----------- | ----------- | ------ | ------ | ------ |
| 2017-2018       | Lokomotiv Mosca | PL              | 10         | 0          | CR              | 1               | 0               | UEL                | 3                  | 0                  | SR          | 0           | 0           | 14     | 0      |        |
| Totale carriera | Totale carriera | Totale carriera | 10         | 0          |                 | 1               | 0               |                    | 3                  | 0                  |             | 0           | 0           | 14     | 0      |        |

## Palmarès

### Club

#### Competizioni nazionali
- Campionato russo: 1

Lokomotiv Mosca: 2017-2018
- Coppa di Russia: 2

Lokomotiv Mosca: 2018-2019, 2020-2021
- Supercoppa di Russia: 1

Lokomotiv Mosca: 2019